# هفته‌نامه یانگ مگزین
هفته‌نامه یانگ مگزین (به ژاپنی: 週刊ヤングマガジン Shūkan Yangu Magajin) نام یک هفته‌نامه سینن مانگای ژاپنی که از ۱۶ ژوئن ۱۹۸۰ هر دوشنبه توسط انتشارات کودانشا به چاپ می‌رسد.جامعه هدف اين مجله مردان می‌باشد، و در گذشته هر دو ماه یکبار (با عنوان مجله جوان) منتشر می‌شد، اما در سال ۱۹۸۹ به یک هفته‌نامه تبديل شد.

## مانگاها

### تمام شده
- آکیرا
- اینیشال دی
- شبح درون پوسته
- چوبیتس
- بایومگا
- کوپلیون
- مدرسه زندان
- کیس‌اکس‌سیس
- ازدواج حارم

### در حال انتشار
- کایجی
- رفیق‌تون کونگمینگ!